# Omolabus niger
Omolabus niger es una especie de coleóptero de la familia Attelabidae.

## Distribución geográfica
Habita en Brasil.